# روز آزادی (ایتالیا)

روز آزادی (ایتالیایی: Festa della liberazione) یک روز تعطیل عمومی در ایتالیاست که جنبش مقاومت ایتالیا در برابر آلمان نازی و جمهوری اجتماعی ایتالیا (دولت دست‌نشانده آلمان نازی) در زمان جنگ جهانی دوم را جشن می‌گیرد. این روز با روز جمهوری متفاوت است که در ۲ ژوئن جشن گرفته می‌شود.